# 野々井透
野々井 透（ののい とう、1979年 - ）は、日本の小説家。

## 経歴
1979年、東京都生まれ。8歳の頃から小説を書き始める。
2022年、「棕櫚を燃やす」で第38回太宰治賞を受賞してデビュー。2023年、同作に書き下ろしを加えた『棕櫚を燃やす』を刊行し、第36回三島由紀夫賞候補に選ばれる。

## 作品リスト

### 単行本
- 『棕櫚を燃やす』（2023年3月 筑摩書房）
  - 棕櫚を燃やす - 『太宰治賞2022』
  - らくだの掌 - 書き下ろし

### 単行本未収録作品
小説
- 「柘榴のもとで」 - 『新潮』2023年12月号
- 「蛇皮の恋」 - 『ちくま』2024年11月号
- 「小砂の夢」 - 『ちくま』2025年7月号、8月号

エッセイ・書評
- 「そろそろ山椒」 - 『新潮』2023年6月号
- 「青のいただき」 - 『群像』2023年9月号
- 「文一の本棚 横光利一『夜の靴』」[4] - 『群像』2024年4月号